# Блида
Блида (на арабски: البليدة‎) е град и община в центъра на Северен Алжир, административен център на Област Блида. Наричан е още градът на розите.
Разположен е на около 45 километра югозападно от столицата гр. Алжир.
Населението на градската му агломерация, според преброяването от 2008 г., е 331 779 души, което го нарежда на 5-о място в страната след градовете Алжир, Оран, Константин и Анаба; в общината живеят 163 586 души.
Градът се намира на 192 метра надморска височина, в подножието на Тел Атлас, заобиколен от овощни градини. В Блида има няколко фабрики и мелници.
Разположеният наблизо пролом Шифа е местообитание на берберския макак, което е сред малкото останали природни местообитания на този застрашен животински вид.

## Побратимени градове
- Димитровград, България